# Audiencia Provincial de Badajoz
La Audiencia Provincial de Badajoz es el máximo órgano judicial de la provincia de Badajoz (España), donde se encuentra la Fiscalía Provincial de Badajoz.
Conoce de asuntos civiles y penales. Tiene su sede en la ciudad de Badajoz, con tres secciones, encontrándose la tercera en Mérida.
En la futura Ciudad de la Justicia de Badajoz se ubicarán las diferentes dependencias judiciales.

## Presidencia
El presidente de la Audiencia Provincial de Badajoz es la figura representativa de la
institución judicial en la provincia. Lo nombra el Consejo General del Poder Judicial.
Compatibiliza las tareas gubernativas y representativas del
cargo con la presidencia de una sección de la propia Audiencia, en un mandato de cinco años.
El actual presidente de la Audiencia Provincial de Badajoz es el magistrado José Antonio
Patrocinio Polo, Nombrado por Real Decreto 656/2013, de 2 de agosto, habiendo sido nombrado con
anterioridad para el mismo cargo, en 2008.

## Sede
La sede de la Audiencia Provincial de Badajoz se encuentra en la ciudad de Badajoz, en la Avd. de Colón.
Futura sede: Ciudad de la Justicia de Badajoz, en la ciudad de Badajoz

## Juzgados, Tribunales, Fiscalías y Oficinas
- OFICINA DECANATO de Badajoz
- AUDIENCIA PROVINCIAL. SECCIÓN 1ª PENAL de Badajoz
- AUDIENCIA PROVINCIAL. SECCIÓN 2ª CIVIL de Badajoz
- AUDIENCIA PROVINCIAL. SECCIÓN 3ª CIVIL Y PENAL (D) de Mérida
- JDO. 1.ª INSTANCIA N.º 1 de Badajoz
- JDO. 1.ª INSTANCIA N.º 2 de Badajoz
- JDO. 1.ª INSTANCIA N.º 3 de Badajoz
- JDO. 1.ª INSTANCIA N.º 4 de Badajoz
- JDO. 1.ª INSTANCIA N.º 5 de Badajoz
- JDO. 1.ª INSTANCIA N.º 6 de Badajoz
- JDO. 1.ª INSTANCIA N.º 7 de Badajoz
- JDO. INSTRUCCIÓN N.º 1 de Badajoz
- JDO. INSTRUCCIÓN N.º 2 de Badajoz
- JDO. INSTRUCCIÓN N.º 3 de Badajoz
- JDO. INSTRUCCIÓN N.º 4 de Badajoz
- JDO. SOCIAL N.º 1 de Badajoz
- JDO. SOCIAL N.º 2 de Badajoz
- JDO. SOCIAL N.º 3 de Badajoz
- JDO. SOCIAL N.º 4 de Badajoz
- JDO. CONT. ADMVO. N.º 1 de Badajoz
- JDO. CONT. ADMVO. N.º 2 de Badajoz
- JDO. MERCANTIL N.º 1 de Badajoz
- JDO. VIOLENCIA SOBRE LA MUJER N.º 1 de Badajoz
- JDO. PENAL N.º 1 de Badajoz
- JDO. PENAL N.º 2 de Badajoz
- JDO. VIGILANCIA PENITENCIARIA N.º 1 de Badajoz
- JDO. MENORES N.º 1 de Badajoz
- FISCALÍA PROVINCIAL de Badajoz
- FISCALÍA DE MENORES de Badajoz
- SERVICIO COMÚN DE NOTIFICACIONES Y EMBARGOS de Badajoz
- OFICINA REGISTRO CIVIL de Badajoz
- DIRECCIÓN INSTITUTO MEDICINA LEGAL Y CIENCIAS FORENSES de Badajoz
- EQUIPO TÉCNICO DE FAMILIA de Badajoz
- EQUIPO TÉCNICO DE MENORES de Badajoz
- EQUIPO PERITACIÓN AUDIENCIA PROVINCIAL de Badajoz
- EQUIPO TRADUCCIÓN AUDIENCIA PROVINCIAL de Badajoz
- OFICINA ASISTENCIA VÍCTIMAS de Badajoz

## Partidos Judiciales de la Provincia de Badajoz

Mapa provincial con los partidos judiciales dependientes de la Audiencia Provincial de Badajoz.

- Villanueva de la Serena
- Almendralejo
- Llerena
- Mérida
- Badajoz
- Olivenza
- Zafra
- Jerez de los Caballeros
- Herrera del Duque
- Castuera
- Don Benito
- Fregenal de la Sierra
- Montijo
- Villafranca de los Barros